# Radio- og tv-tårnet i Riga
Radio og tv-tårnet i Riga (lettisk: Rīgas radio un televīzijas tornis) i Letland er den højeste struktur i de baltiske lande. Det blev bygget mellem 1979 og 1986. Dets højeste punkt når 368,5 m op, hvilket gør det til det tredje højeste tårn i Europa og det ellevte højeste i verden. Der er en udkigspost i 97 meters højde, hvorfra man kan se det meste af Riga. 
Tårnet er bygget på øen Zaķusala i midten af floden Daugava. 
Radio- og tv-tårnet startede med at sende programmer i 1986.
56°55′26″N 24°8′13″Ø / 56.92389°N 24.13694°Ø